# Ludzie bez twarzy
Ludzie bez twarzy – siódmy oficjalnie wydany album polskiej grupy punkrockowej KSU, wydany w 2002 roku przez wytwórnię Melissa.
Na płycie znalazło się wiele znanych utworów np. „Czym jest wiary sens”, „Chodnikowy latawiec” czy „Pościg”.

## Lista utworów
źródło:.
| Nr  | Tytuł utworu                            | Długość |
| --- | --------------------------------------- | ------- |
| 1.  | „Dzisiaj zrobię coś inaczej niż zwykle” |         |
| 2.  | „Ludzie bez twarzy”                     |         |
| 3.  | „Koryciane łajno”                       |         |
| 4.  | „Sen martwego Boga”                     |         |
| 5.  | „Czym jest wiary sens”                  |         |
| 6.  | „Moja nienawiść moja depresja”          |         |
| 7.  | „Przebudzenie ofiary systemu”           |         |
| 8.  | „Dumka Janusa”                          |         |
| 9.  | „Śmierć bohaterom”                      |         |
| 10. | „Deszcz – bonus”                        |         |
| 11. | „Wnętrza gniew”                         |         |
| 12. | „Zła krew”                              |         |
| 13. | „Chodnikowy latawiec”                   |         |
| 14. | „Pościg”                                |         |
| 15. | „Drugie nadejście Mesjasza (2000)”      |         |
| 16. | „Za mgłą”                               |         |
| 17. | „W ciszy jest…”                         |         |